# Julius Robert von Mayer
Pour les articles homonymes, voir Mayer.
Julius Robert-Mayer, anobli Julius Robert von Mayer, est né le 25 novembre 1814 à Heilbronn dans le royaume de Wurtemberg, mort le 20 mars 1878 est un médecin et physicien wurtembergeois.
Il formula en 1845, après James Prescott Joule en 1842, et Nicolas Léonard Sadi Carnot en 1831, le premier principe de la thermodynamique. Ses travaux lui valurent la médaille Copley en 1871.
En l'occurrence, il fut l'un des pionniers dans ce domaine de la physique, et ses œuvres et études permettront plus tard de créer des machines telles que les éoliennes.

## Biographie
Julius Robert-Mayer, benjamin des fils d'un pharmacien de Heilbronn, est issu d'une famille bourgeoise apparentée aux humanistes Philipp Melanchthon et Johannes Reuchlin.
Alors que ses deux frères aînés Friedrich (1805–1872) et Gustav Mayer (1810–1852) embrassaient comme leur père la profession de pharmacien, Robert Mayer étudia de 1832 à 1837 la médecine à l’université de Tübingen, qui l’exclut pour deux années (1837 et 1838) pour avoir été reconnu membre d'une société secrète étudiante et « s’être présenté au bal du Musée dans une tenue inconvenante. » Après un stage à Paris (1839-40), il se fit engager comme médecin à bord d’un clipper néerlandais, le Java, en partance pour Batavia. Quoiqu’initialement indifférent aux éléments, certains phénomènes naturels (notamment le fait que les vagues soulevées par la tempête sont plus chaudes que l'eau de la mer calme) le portèrent à la méditation sur les questions de chaleur et lui firent notamment se demander « si la chaleur émise directement (la chaleur de combustion) provient exclusivement de la combustion, ou si elle résulte de sources de chaleurs directes et indirectes. » À son retour, en février 1841, Mayer décida de se consacrer à la solution de ce problème.
Il revint donc en 1841 à Heilbronn, fut recruté comme chirurgien de district, et épousa l'année suivante Wilhelmine Closs (de) (1816–1899). En 1842, le couple emménagea au n°13, Kirchhöfle. Il retrouva un ami, le professeur de sciences mathématiques et physiques Carl Wilhelm Baur (de), dont il avait fait la connaissance à Paris.
Mayer soupçonnait que le corps humain émet moins de chaleur lorsqu’il fait chaud, car il avait constaté par sa pratique médicale que le sang veineux prend sous les Tropiques une couleur rouge clair inhabituelle, qu'il attribua à une consommation d'oxygène moindre.
Il adressa aux Annalen der Physik de Poggendorff une communication intitulée « Sur l’évaluation qualitative et quantitative de la chaleur », où il postule un principe général de « conservation de la force thermique. » Comme elle comportait encore plusieurs erreurs, elle ne fut pas publiée de suite. Sans se décourager, Mayer poussa son idée et prit l’attache d'un professeur de physique de Tübingen,  Johann-Gottlieb Nörrenberg, qui se défia de son hypothèse, mais lui conseilla vivement d'en donner des preuves expérimentales.
Lorsque l’eau dissipe sa vitesse en bouillons et remous, elle s’échauffe, preuve que son énergie cinétique doit se convertir en énergie thermique. Si Mayer ne parvint pas à le montrer, il mesura l’équivalent mécanique de la chaleur et publia le résultat de ses mesures dans le cahier de mai 1842 des Annalen der Chemie und Pharmacie de Justus von Liebig, sous le titre « Remarques sur les forces de la Nature inanimée. » Dans son opuscule « Mémoire sur le mouvement organique dans ses rapports avec la nutrition » (1845, trad. en français 1872), il améliora la précision de ses mesures, estimant d'abord l’équivalent mécanique de 1 kcal à 365 000 pond-mètres, puis à 425 000 pond-mètres (la valeur exacte est de 427 000 pond-mètres). L’existence de ce coefficient d'équivalence implique que le travail mécanique et la chaleur peuvent s'exprimer avec les mêmes unités, qu'elles ne sont que différentes formes d'une même grandeur physique : l’énergie. Cette idée constitue le « premier principe de la thermodynamique » et annonce un principe plus général : celui de la conservation de l'énergie, formulé par Hermann von Helmholtz en 1847.
Mayer était parfaitement conscient de l’importance de sa découverte, mais son dédain du langage scientifique, sa tendance aux spéculations et sa religiosité l’écartaient du monde savant. Les physiciens contemporains dénigrèrent son principe de conservation de l'énergie. Il fut même l’objet d'attaques indignes de la part des physiciens Helmholtz et James Joule : Mayer était jugé insuffisamment qualifié pour débattre de questions de physique.
Après la mort, coup sur coup, de ses deux enfants en 1848, Mayer sombra dans la démence. Sur une tentative de suicide le 18 mai 1850, il fut interné à Kennenburg près Esslingen puis dans la clinique psychiatrique du château de Winnental (de). Il quitta cet établissement brisé psychiquement. À la mort de son frère Gustav en 1852, il prit en charge ses deux nièces. Il ne reparut sur la scène publique qu'en 1860, mais sa réputation scientifique était retombée. Elle ne bénéficia que d'une reconnaissance tardive, et Mayer n'en éprouvait plus de plaisir : sa foi dans la science s'était évanouie. Il demeura dans sa retraite domestique, consacra ses dernières années à la médecine de ville et mourut en 1878 à 63 ans.
La Deutsche Film AG a tourné un film sur sa vie : Robert Mayer – Der Arzt aus Heilbronn, dont la première projection s'est tenue le 28 octobre 1955.
La Maison de l'Histoire de Heilbronn a consacré plusieurs expositions à la famille Mayer, dont une montrait la maquette de l'appareil circulatoire que Robert Mayer avait construite en 1850.

## Œuvres
- Ueber das Santonin : eine Inaugural-Dissertation, welche zur Erlangung der Doctorwürde in der Medicin & Chirurgie unter dem Praesidium von Wilhelm Rapp im July 1838 der öffentlichen Prüfung vorlegt Julius Robert Mayer . M. Müller, Heilbronn 1838

Traductions en français
- Mémoire Sur Le Mouvement Organique Dans ses rapports avec la Nutrition, (1872), rééd. Kessinger Publishing (2009)